# Berberidopsidales
Berberidopsidales — порядок деревних квіткових рослин Південної півкулі. Система APG III 2009 року офіційно визнала порядок, а система APG IV підтвердила.
Родина Aextoxicaceae — монотипна родина, яка походить із Чилі; Berberidopsidaceae — родина з 2 родів і 3 видів, поширених у Чилі та східній Австралії.